# プロピレングリコール
プロピレングリコール（英語: propylene glycol）とは、プロパン-1,2-ジオールのことで、グリコールに分類される有機化合物で、溶媒となる。中央の炭素はキラル中心であるため1対の鏡像異性体が存在する。保湿剤や乳化など様々な用途に使用され、食品や医薬品にも用いられる場合がある。工業的には酸化プロピレンの加水分解によって製造される。

## 特徴
常温では無色・無味・無臭で吸湿性のある油状液体。水・アセトン・クロロホルムと混和する。
2008年度における日本国内生産量は66,620トン、消費量は2,688トンである。

## 用途
低用量では生物への毒性が低く、無味無臭で保湿性と防カビ性を有する事から、保湿剤、潤滑剤、乳化剤、溶媒等として、医薬品、化粧品、電子たばこ、麺、おにぎり等の品質改善剤として、広範囲で用いられている。また、水よりも融点が低く、沸点が高い事を利用し、不凍液（主に欧州車向け）やプラスチックの中間原料としても活用されている。
医薬品としては、注射剤・内服薬・外用薬の溶解補助剤として調剤に用いられている。

## 毒性
哺乳類に対する半数致死量は経口（5種類の生物）で18〜24 グラム/キログラムと報告されている。皮膚および眼に対して軽度の刺激性を持つ。低用量では慢性毒性が見られないとされる。但し、猫のみに対しては、代謝機能の低さに起因する、急激な赤血球値の異常化が認められる。

## 規制
- 消防法で危険物第4類に分類されている。
- 生活環境保全条例では規制対象物質に指定されている。
- 農林水産省・環境省によって策定されたペットフード安全法では、猫用ペットフードへの添加が全面的に禁止されている[5]。